# Onorificenze sportive italiane
Le onorificenze sportive italiane sono riconoscimenti sportivi conferiti sia dal Comitato olimpico nazionale italiano (CONI) che dalle singole federazioni sportive italiane (civili e militari) ad atleti, personalità varie e società che si siano distinti per le vittorie in campo nazionale e internazionale o che abbiano contribuito alla diffusione e al prestigio dello sport italiano in qualsiasi ambito.
Il conferimento delle onorificenze stesse è regolato dalle delibere che il CONI o le singole federazioni emettono al riguardo.

## Onorificenze conferite dalle federazioni sportive

### Federazione Italiana di Atletica Leggera
In base all'articolo 2 del proprio regolamento onorificenze, la Federazione Italiana di Atletica Leggera (FIDAL) conferisce:
- Quercia al merito atletico: articolata su 3 classi (in ordine crescente Quercia di 1º, di 2º e di 3º grado), destinata a tesserati che si siano contraddistinti per lunga e benemerita attività in favore dell'atletica italiana. La classe obbligatoria di prima assegnazione è il 1º grado, salvo casi eccezionali e particolari autorizzati dal consiglio federale della FIDAL[1].
- Benemerenze per i giudici di gara: conferite dal consiglio federale su proposta presidenziale, sono anch'esse articolate su tre gradi crescenti dal primo al terzo. Sono assegnate alla fine dell'anno pari di un biennio e premiano quei giudici di gara contraddistintisi per indiscutibili qualità tecniche e morali. A seconda del grado è necessario avere rivestito l'incarico per rispettivamente dieci, quindici e venticinque anni nonché avere ricoperto cariche in seno al Gruppo Giudici Gare[1].
- Riconoscimenti per gli atleti Azzurri: qualifica onorifica di "Azzurro" riservata agli atleti che abbiano prestato giuramento olimpico o ai campionati del mondo, europei o altra manifestazione ufficiale per squadre nazionali[1].
- Onorificenze per società: scudetto da rivestire sulle maglie per il periodo di detenzione del titolo di campione d'Italia[1].
- Benemerenze per i tecnici: riconoscimento per i tecnici che abbiano svolto attività benemerita per almeno 20 anni[1]; gli assegnatari sono segnalati al CONI per concorrere al conferimento della palma al merito tecnico[1].
- Premi speciali Bruno Zauli – Alfredo Berra – Paolo Rosi: il primo, intitolato a Bruno Zauli, premia cumulativamente un atleta FIDAL e un atleta e una squadra di altra federazione; il premio Alfredo Berra; i premi intitolati ai giornalisti Alfredo Berra e Paolo Rosi, altresì, sono riservati a non tesserati FIDAL attivi nel campo della comunicazione che abbiano, tramite la propria attività professionale, contribuito a una corretta informazione sull'atletica[1].
- Pantheon dell’atletica

Inoltre, in base all'articolo 8 (e art. 2.10) del Regolamento dei tecnici di atletica leggera, approvato dalla Giunta Nazionale del CONI, può essere conferito da parte del Consiglio Federale {comune anche nei rispettivi regolamenti della Federazione Italiana Pallacanestro (FIP) con gli «artt. 15/15bis», della Federazione Italiana Pallavolo (FIPAV) con l'«art.104», della Federazione Italiana Hockey (FIH) con l'«art. 16»: 
- Allenatore Benemerito: di valenza meramente onorifica, è riservato agli Allenatori Specialisti, resisi particolarmente meritevoli per l'attività svolta in qualità di tecnici nell'ambito della Federazione e secondo le seguenti modalità:

a) requisiti minimi:
- almeno 30 anni di tesseramento come tecnico di Atletica Leggera;
- con il livello di Allenatore Specialista all'atto del riconoscimento.

b) in possesso di almeno uno dei seguenti requisiti:
- allenatore di atleti che hanno vestito la maglia azzurra alle Olimpiadi, ai Campionati Mondiali ed Europei outdoor ed indoor e di atleti vincitori di medaglie ai Campionati Europei (Under 23), ai Mondiali Giovanili (Under 18 / Under 20);
- autore di pubblicazioni di particolare interesse tecnico - scientifico, che hanno contribuito alla crescita del patrimonio culturale dell'atletica leggera, con particolare riferimento alle pubblicazioni di Atletica Studi[6];
- Direttore o Commissario tecnico delle squadre nazionali per almeno un quadriennio;
- responsabile Nazionale di Specialità per almeno due quadrienni;

### Federazione Italiana Sport Orientamento
- Lanterna d'oro, lanterna d'argento, lanterna di bronzo
- Targa Vladimir Pacl
- Targa Alois Lantschner

### Federazione Ciclistica Italiana
- Al merito del ciclismo d'oro, d'argento e di bronzo

### Federazione italiana scherma (FIS)
- Scudo d'onore d'oro, d'argento e di bronzo (riservato alle società ed associazioni sportive)
- Distintivo d'onore d'oro, d'argento e di bronzo (riservato ai dirigenti)
- Maschera d'onore d'oro, d'argento e di bronzo (riservato ai maestri di scherma)
- Lama d'onore d'oro, d'argento e di bronzo (riservato agli atleti)

### Federazione medico sportiva italiana (FMSI)
- Leonardo da Vinci d'oro, d'argento e di bronzo

### Confederazione italiana kendo (CIK)
- Attestato di Benemerenza

### Federazione Italiana Judo Lotta Karate Arti Marziali
- Medaglia d'onore al merito sportivo[7]
- Athlon d'oro[7]

### Federazione Italiana Pesistica
- Certificato di merito[8]

### Federazione Italiana Rugby
La F.I.R. (Federazione Italiana Rugby) conferisce, in ordine di rango:
- la benemerenza Pro singulari merito, istituita nel corso del consiglio federale dell'8 ottobre 2004[9], «riservato a dirigenti, tecnici, ufficiali di gara, giocatori e giornalisti, che si sono particolarmente distinti con azioni, attività, articoli e testimonianze nel campo della palla ovale, nazionale e internazionale»[9];
- gli Ovali al merito ordinari, ripartiti in quattro classi (d'oro con fronda, d'oro, d'argento e di bronzo) e la cui più recente regolamentazione è quella stabilita nella delibera del consiglio federale della F.I.R. del 21 febbraio 2014[10]. Sono riservati a chi abbia svolto comprovata attività (atletica, tecnica, di promozione) nel rugby, a seconda della classe di benemerenza cui si concorre, per rispettivamente quaranta, trenta, venti e quindici anni e l'organismo deputato a vagliare e sottoporre alla Federazione le candidature è il C.I.A.R. - Club Italia Amatori Rugby[10].
- gli Ovali al merito straordinari, regolamentati dalla stessa delibera di cui ante[10] e sempre sotto la supervisione del C.I.A.R., sono in classe unica e vengono assegnati in misura non superiore a cinque per anno a coloro che siano idonei per l'Ovale d'oro con fronda ma possano vantare inoltre il conseguimento di «particolari e comprovati meriti, per importanza, rilevanza e qualità, a livello nazionale e/o internazionale»[10].

### Federazione Italiana Tiro con l'arco
In ordine di rango, le onorificenze conferite dalla FITArco (Federazione Italiana Tiro con l'arco) sono:
- Targa al merito sportivo, in classe unica, riservata ai campioni olimpici e/o mondiali; a dirigenti sportivi insigniti d'Arco d'oro che abbiano dato prestigio all'arco italiano, nonché a sodalizi sportivi anch'essi in possesso d'Arco d'oro, attivi da almeno cinquant'anni, vitoriosi in campo internazionale e nazionale.
- Arco al merito sportivo, che consta di tre classi (d'oro, d'argento e di bronzo), inteso a premiare società, sportivi, anche stranieri, e persone che abbiano operato per il prestigio e la propaganda del tiro con l'arco. Per i tre gradi di benemerenza le società devono avere continuativamente svolto tale attività rispettivamente per 30, 25 e 20 anni, mentre le persone rispettivamente 25, 15 e 10 anni.
- Freccia al valore atletico, anch'essa costituita da tre classi (d'oro, d'argento e di bronzo). Premia gli atleti che, pur non vincendo, abbiano ottenuto piazzamenti di rilievo in gare olimpiche o mondiali; in particolare la Freccia d'oro è conferita agli atleti vincitori di argento olimpico; quella d'argento ai bronzi olimpici e ai piazzati secondi e terzi a competizioni mondiali, nonché ai campioni europei; quella di bronzo ai finalisti olimpici dal quarto all'ottavo posto, ai piazzati dal quarto al sesto posto di un torneo mondiale, al secondo o terzo posto di un campionato europeo o che abbiano venti presenze ufficiali in nazionale di tiro con l'arco.
- Stella FITArco, che vanta 6 classi: di diamante, di rubino, di platino, d'oro, d'argento e di bronzo e si assegna alle società che nel corso della loro attività raggiungano rispettivamente i 100, 75, 50, 20, 10 e 5 titoli italiani con i loro atleti.
- Medaglia d'onore: si tratta di un'onorificenza conferita su base regionale o provinciale, e si articola su tre classi (d'oro, d'argento e di bronzo). Premia società, allenatori, arbitri e dirigenti mai insigniti in precedenza con alcuna onorificenza nazionale della FITArco, e vengono conferite a cura dei comitati regionali. Per concorrere a tale riconoscimento, a seconda della classe le società devono essere attive rispettivamente da 15, 12 e 10 anni, mentre le persone rispettivamente da 8, 5 e 3.

### Unione Italiana Tiro a Segno
La Medaglia di benemerenza del tiro a segno nazionale fu istituita con l'articolo 20 della legge 17 aprile 1930, n. 479 Riforma della legge sul tiro a segno nazionale e la sua concessione era normata dagli articoli 87-91 del successivo regio decreto 2051/1933.
Si trattava di un riconoscimento militare, in quanto la forma giuridica dell'Unione Italiana Tiro a Segno è quella di ente pubblico sotto la vigilanza del ministero della difesa.
Constava di due classi, medaglia d'oro e d'argento, e, come recitava l'art. 87 del regolamento di esecuzione, era riservata «[…] alle sezioni che diano prova del miglior funzionamento, per organizzazione, per numero di iscritti, per i risultati delle gare da esse indette e per l'attività e propaganda sportiva svolta […]; ai membri dei consigli direttivi o della direzione del tiro, compresi i commissari, e ai segretari, che per operosità, spirito organizzativo e passione per l'istituzione siansi resi benemeriti della sezione e abbiano proficuamente contribuito, ciascuno nell'ambito delle proprie attribuzioni, ad assicurarne l'incremento; c) ai tiratori che eccellino in modo particolarmente distinto per valenza e per risultati conseguiti, specialmente nelle competizioni all'estero».
Fu abrogata con il decreto legislativo 15 marzo 2010, n. 66, Codice dell'ordinamento militare.

#### Faleristica

Medaglia d'oro e d'argento